# Alfred A. Knopf (editorial)
Alfred A. Knopf, Inc. és una editorial de la ciutat de Nova York, fundada per Alfred A. Knopf el 1915. Va ser adquirida per Random House el 1960 i actualment forma part de Knopf Doubleday Publishing Group de Random House. La casa editorial és coneguda pel seu log borzoi, dissenyat per la co-fundadora Blanche Knopf.